# Wasserwerfer 64
Der Wasserwerfer 64 war ein von der West-Berliner Polizei eingesetzter Wasserwerfer. Er wurde 1964 entwickelt und nur in geringer Stückzahl gebaut. Als Basis diente eine Mercedes-Benz Sattelzugmaschine mit geringem Achsabstand, um für die Straßen Berlins eine große Wendigkeit zu haben. Der Wasserwerfer besaß eine Panzerung und eine Leermasse von 9,1 Tonnen. Er konnte 4,9 Tonnen Wasser laden. Ein Fahrzeug wurde im Technikmuseum Kummersdorf ausgestellt.